# Södertälje SK
Södertälje SK (SSK), bildad 22 februari 1902, är en ishockeyklubb i Södertälje i Sverige.

## Historia

### 1900-talet
Klubben bildades den 22 februari 1902 eller rättare sagt bytte namn från Södertälje Idrottsklubb till Södertälje Sportklubb med grenar som gymnastik, allmän idrott, fotboll (se vidare, Södertälje SK (fotboll)), dragkamp och skridsko på programmet. 1907 bildades en bandysektion, och under 1910- och 1920-talen var klubben framgångsrik inom cykelsporten. I januari och februari 1925 började man träna och spela Ishockey, en sport som numera är den största klubben utövar, vid sidan av finns konståkning och skridskoskola.
Södertälje SK ställde upp i SM-turneringen 1925 och tog sig till final borta mot Västerås SK som vanns med 3–2 efter förlängning, då spelarna hade fått lov att läsa på ishockeyreglerna på tåget till Västerås, och fem spelade ishockeymatcher var SSK svenska mästare. SM-guld utöver detta togs åren 1931, 1941, 1944, 1953, 1956 och 1985.

### 2000-talet
SSK gick åter upp i Elitserien säsongen 2001/2002, och kom därefter nia i serien som bestod av tolv lag. Både 2002/2003 och 2003/2004 upprepades detta.
Under Lockout-säsongen 2004/2005 tog sig SSK till slutspel med minsta möjliga marginal (målskillnad), och nådde semifinal mot Färjestads BK som förlorades med 0–4 i matcher (efter att i kvartsfinalen ha slagit ut Linköpings HC med 4–2 i matcher).
2005/2006 blev en säsong som till sist utmynnade i spel i Kvalserien till Elitserien i ishockey 2006, där SSK sedermera åkte ur (då de båda allsvenska lagen Malmö Redhawks och Skellefteå AIK gick upp). Efter framgångsrikt spel i Allsvenskan 2006/2007 nådde Södertälje SK Kvalserien 2007, och kunde kvalificera sig till Elitserien 2007/2008.
År 2011 åkte SSK ur Elitserien, efter att ha förlorat den helt avgörande ödesmatchen i Kvalserien 2011 borta mot Modo Hockey, och fick börja med att värva ihop ett i princip helt nytt lag. Säsongen 2014/2015 blev ett stort fiasko för Södertälje SK, då laget slutade på tolfte plats i tabellen av Hockeyallsvenskan och det rådde turbulens inom klubben. Supportrar dödförklarade föreningen genom att hänga upp plank utanför spelaringången där det stod "Södertälje SK 1902–2013. Vila i frid". Efter en sistaplats säsongen därpå med misslyckat kval degraderades klubben till Hockeyettan, men den 29 mars 2016 blev det klart att klubben åter avancerat till Hockeyallsvenskan 2016/2017.

### Säsongsöversikt
Södertälje SK börjar med ishockey 1925. Första matchen var mot Karlbergs BK i Klass II vilken man vann. Men serien kunde inte spelas färdigt på grund av en mild vinter. Det hindrade dock inte att laget anmälde sig till Svenska mästerskapen som vid denna tid var en fristående cup. Turnering blev en dundersuccé och slutade med SM-guld. Det innebar även att man fick en plats i högsta serien till nästa säsong. Under de följande åren bytte högsta serien namn först till Elitserien och sedan till Svenska serien. 
| Säsong    | Seriespel      | Placering | SM                                                                               |
| --------- | -------------- | --------- | -------------------------------------------------------------------------------- |
| 1925      | Klass II A     | [ a ]     | SM: Besegrar Västerås SK i finalen, SM-guld                                      |
| 1926      | Klass I        | 1         | SM: Utslagna i semifinalen av Djurgården Besegrar Nacka i bronsmatchen, SM-Brons |
| 1927      | Klass I        | 2         | SM: Utslagna i semifinalen av Djurgården                                         |
| 1927/1928 | Elitserien     | 2         | SM: Förlorar finalen mot IK Göta, SM-silver                                      |
| 1928/1929 | Elitserien     | 2         | SM: Förlorar finalen mot IK Göta, SM-silver                                      |
| 1929/1930 | Elitserien     | 2         | SM: Utslagna i semifinalen av AIK                                                |
| 1930/1931 | Elitserien     | 1         | SM: Besegrar Hammarby i finalen, SM-guld                                         |
| 1931/1932 | Elitserien     | 3         | SM: Förlorade i finalen mot Hammarby, SM-silver                                  |
| 1932/1933 | Elitserien     | 5         | SM: Utslagna i semifinalen av Hammarby                                           |
| 1933/1934 | Elitserien     | 3         | SM: Utslagna i kvartsfinalen av Hammarby                                         |
| 1934/1935 | Elitserien     | 4         | SM: Utslagna i kvartsfinalen av Traneberg                                        |
| 1935/1936 | Svenska serien | 2         | SM: Utslagna i kvartsfinalen av IK Göta                                          |
| 1936/1937 | Svenska serien | 5         | SM: Förlorar finalen mot Hammarby, SM-silver                                     |
| 1937/1938 | Svenska serien | 4         | SM: Utslagna i kvartsfinalen av IK Göta                                          |
| 1938/1939 | Svenska serien | 8         | inget SM 1939                                                                    |
| 1939/1940 | Svenska serien | 4         | SM: Utslagna i kvartsfinalen av IK Göta                                          |
| 1940/1941 | Svenska serien | 3         | SM: Besegrar IK Göta i Finalen, SM-guld                                          |
| 1941/1942 | Svenska serien | 2         | SM: Förlorar finalen mot Hammarby, SM-silver                                     |
| 1942/1943 | Svenska serien | 3         | SM: Utslagna i semifinalen av Hammarby                                           |
| 1943/1944 | Svenska serien | 5         | SM: Besegrar Hammarby finalen, SM-guld                                           |

Anmärkningar
1. ↑  Serien ej färdigspelad, p.g.a. en mild vinter.[4]

Inför säsongen 1944/1945 gjordes serierna om och högsta serien fick namnet Division I. Den spelades i en nordlig och en sydlig serie. Segrarna från respektive serie möttes i en seriefinal och Södertälje var med nästan varje säsong och nästan varje gång var det Hammarby man mötte. 1952 avgör seriefinalen även Svenska mästerskapen. Åren därefter spelas SM som ett slutspel för de bästa lagen i Division I. Nu är Södertäljes storhetstid över, men någon gång då och då tar man sig ändå till final och 1953 och 1956 blir man svenska mästare för femte och sjätte gången. 
| Säsong    | Division         | Placering | Seriefinal                        | SM/Kval                                         |
| --------- | ---------------- | --------- | --------------------------------- | ----------------------------------------------- |
| 1944/1945 | Division I Norra | 1         | Seriefinal: Förlorar mot Hammarby | SM: Förlorar finalen mot Hammarby, SM-silver    |
| 1945/1946 | Division I Norra | 1         | Seriefinal: Förlorar mot Hammarby | SM: Förlorar finalen mot AIK, SM-silver         |
| 1946/1947 | Division I Norra | 1         | Seriefinal: Förlorar mot Hammarby | SM: Utslagna av AIK i semifinalen               |
| 1947/1948 | Division I Norra | 1         | Seriefinal: Besegrar Hammarby     | SM: Utslagna i kvartsfinalen av Matteuspojkarna |
| 1948/1949 | Division I Norra | 2         |                                   | inget SM                                        |
| 1949/1950 | Division I Norra | 1         | Seriefinal: Besegrar Hammarby     | SM: Utslagna i kvartsfinalen av Mora            |
| 1950/1951 | Division I Södra | 2         |                                   | SM: Förlorar finalen mot Hammarby, SM-silver    |
| 1951/1952 | Division I Södra | 1         | Seriefinal: Besegrar Gävle GIK    | inget SM                                        |
| 1952/1953 | Division I Södra | 1         |                                   | SM: Besegrar Hammarby i finalen, SM-guld        |
| 1953/1954 | Division I Södra | 2         |                                   |                                                 |
| 1954/1955 | Division I Södra | 2         |                                   |                                                 |
| 1955/1956 | Division I Södra | 2         |                                   | 1:a i mästerskapsserien, SM-guld                |
| 1956/1957 | Division I Södra | 2         |                                   | 3:a i mästerskapsserien                         |
| 1957/1958 | Division I Södra | 2         |                                   | 3:a i mästerskapsserien                         |
| 1958/1959 | Division I Södra | 3         |                                   |                                                 |
| 1959/1960 | Division I Södra | 2         |                                   | 2:a i mästerskapsserien, SM-silver              |
| 1960/1961 | Division I Södra | 3         |                                   |                                                 |
| 1961/1962 | Division I Södra | 4         |                                   | 6:a i mästerskapsserien                         |
| 1962/1963 | Division I Södra | 4         |                                   | 3:a i mästerskapsserien                         |
| 1963/1964 | Division I Södra | 4         |                                   | 3:a i mästerskapsserien                         |
| 1964/1965 | Division I Södra | 4         |                                   | 5:a i mästerskapsserien                         |
| 1965/1966 | Division I Södra | 3         |                                   | SM: Utslagna av Leksand                         |
| 1966/1967 | Division I Södra | 1         |                                   | SM: Besegrar Leksand, utslagna av V. Frölunda   |
| 1967/1968 | Division I Södra | 2         |                                   | 5:a i mästerskapsserien                         |
| 1968/1969 | Division I Södra | 3         |                                   | 5:a i mästerskapsserien                         |
| 1969/1970 | Division I Norra | 3         |                                   | 6:a i mästerskapsserien                         |
| 1970/1971 | Division I Norra | 2         |                                   | 7:a i mästerskapsserien                         |
| 1971/1972 | Division I Norra | 4         |                                   | 4:a i mästerskapsserien                         |
| 1972/1973 | Division I Norra | 2         |                                   | 2:a i mästerskapsserien, SM-silver              |
| 1973/1974 | Division I Norra | 3         |                                   | 3:a i mästerskapsserien                         |
| 1974/1975 | Division I       | 9         |                                   | 1:a i kvalserien                                |

Till säsongen 1975/1976 görs en stor serieomläggning där den moderna Elitserien skapas. Södertälje var nära att inte få vara med, men klarade sig genom att vinna kvalserien, men man är inte längre samma topplag och några säsonger då och då tvingas man ner i Division I som är den nya andraligan. I mitten av 1980-talet är man tillbaka i gamla takter och tar sig till SM-final två säsonger i rad.
| Säsong    | Seriespel         | Placering | Fortsättningsserie        | SM/Playoff/Kval                                                         |
| --------- | ----------------- | --------- | ------------------------- | ----------------------------------------------------------------------- |
| 1975/1976 | Elitserien        | 6         |                           |                                                                         |
| 1976/1977 | Elitserien        | 7         |                           |                                                                         |
| 1977/1978 | Elitserien        | 10        |                           | nerflyttade                                                             |
| 1978/1979 | Division I Östra  | 2         |                           | Playoff: Besegrar BBK/Björns och Timrå 3:a i kvalserien                 |
| 1979/1980 | Division I Östra  | 2         |                           | Playoff: Besegrar IFK Kiruna och Hammarby 2:a i kvalserien, uppflyttade |
| 1980/1981 | Elitserien        | 10        |                           | nerflyttade                                                             |
| 1981/1982 | Division I Östra  | 1         |                           | Playoff: Besegrar Nacka och Mora, 3:a i kvalserien                      |
| 1982/1983 | Division I Östra  | 1         | 1:a i Allsvenskan         | Vinner Allsvenska finalen, uppflyttade                                  |
| 1983/1984 | Elitserien        | 4         |                           | SM: Utslagna av AIK                                                     |
| 1984/1985 | Elitserien        | 2         |                           | SM: Besegrar Björklöven och Djurgården, SM-guld                         |
| 1985/1986 | Elitserien        | 2         |                           | SM: Besegrar HV 71, förlorar mot Färjestad, SM-silver                   |
| 1986/1987 | Elitserien        | 7         |                           |                                                                         |
| 1987/1988 | Elitserien        | 8         | 4:a i fortsättningsserien | SM: Utslagna av Modo                                                    |
| 1988/1989 | Elitserien        | 4         | 3:a i fortsättningsserien | SM: Besegrar Färjestad, utslagna av Leksand                             |
| 1989/1990 | Elitserien        | 4         | 6:a i fortsättningsserien | SM: Utslagna av Brynäs                                                  |
| 1990/1991 | Elitserien        | 10        | 7:a i fortsättningsserien | SM: Utslagna av Djurgården                                              |
| 1991/1992 | Elitserien        | 13        | 4:a i Allsvenskan         | Playoff: Besegrar Örebro 3:a i kvalserien, nerflyttade                  |
| 1992/1993 | Division I Västra | 3         | 2:a i fortsättningsserien | Playoff: Utslagna av Pantern                                            |
| 1993/1994 | Division I Östra  | 3         | 2:a fortsättningsserien   | Playoff: Utslagna av Skellefteå                                         |
| 1994/1995 | Division I Östra  | 3         | 1:a i fortsättningsserien | Playoff: Utslagna av Pantern                                            |
| 1995/1996 | Division I Södra  | 1         | 2:a i Allsvenskan         | 1:a i den Allsvenska finalen, uppflyttade                               |
| 1996/1997 | Elitserien        | 11        |                           | 1:a i kvalserien                                                        |
| 1997/1998 | Elitserien        | 12        |                           | 3:a i kvalserien, nerflyttade                                           |
| 1998/1999 | Division I Östra  | 1         | 1:a i Allsvenskan         | 4:a i kvalserien, kvalificerade för nya Allsvenskan                     |

Till millennieskiftet görs seriesystemet om igen och Allsvenskan skapas som ny andraliga. Södertälje är med från start men åren i högsta serien är inte över, däremot det är sällan man spelar SM-slutspel och oftare kvalserie.
| Säsong    | Seriespel         | Placering | Fortsättningsserie     | SM/Playoff/Kval                                                                  |
| --------- | ----------------- | --------- | ---------------------- | -------------------------------------------------------------------------------- |
| 1999/2000 | Allsvenskan Norra | 3         | 2:a i Superallsvenskan | 5:a i kvalserien                                                                 |
| 2000/2001 | Allsvenskan Norra | 4         | 1:a i Superallsvenskan | 1:a i kvalserien uppflyttade                                                     |
| 2001/2002 | Elitserien        | 9         |                        |                                                                                  |
| 2002/2003 | Elitserien        | 9         |                        |                                                                                  |
| 2003/2004 | Elitserien        | 9         |                        |                                                                                  |
| 2004/2005 | Elitserien        | 8         |                        | SM: Besegrar Linköping, utslagna av Färjestad                                    |
| 2005/2006 | Elitserien        | 11        |                        | 3:a i kvalserien, nerflyttade                                                    |
| 2006/2007 | Hockeyallsvenskan | 1         |                        | 2:a i kvalserien, uppflyttade                                                    |
| 2007/2008 | Elitserien        | 9         |                        |                                                                                  |
| 2008/2009 | Elitserien        | 12        |                        | 1:a i kvalserien                                                                 |
| 2009/2010 | Elitserien        | 11        |                        | 1:a i kvalserien                                                                 |
| 2010/2011 | Elitserien        | 11        |                        | 3:a i kvalserien, nerflyttade                                                    |
| 2011/2012 | Hockeyallsvenskan | 9         |                        |                                                                                  |
| 2012/2013 | Hockeyallsvenskan | 2         |                        | 6:a i kvalserien                                                                 |
| 2013/2014 | Hockeyallsvenskan | 12        |                        |                                                                                  |
| 2014/2015 | Hockeyallsvenskan | 14        |                        | 6:a i kvalserien till Hockeyallsvenskan, nerflyttade                             |
| 2015/2016 | Hockeyettan Östra | 1         | 2:a i Allettan Södra   | Playoff: Besegrar Halmstad, Piteå och Kristianstad 1:a i kvalserien, uppflyttade |
| 2016/2017 | Hockeyallsvenskan | 14        |                        | 1:a i kvalserien                                                                 |
| 2017/2018 | Hockeyallsvenskan | 8         | 2:a i Slutspelsserien  |                                                                                  |
| 2018/2019 | Hockeyallsvenskan | 9         |                        |                                                                                  |
| 2019/2020 | Hockeyallsvenskan | 7         |                        | Slutspelsserien inställd                                                         |
| 2020/2021 | Hockeyallsvenskan | 4         |                        | Slutspel: Utslagna av Västervik                                                  |
| 2021/2022 | Hockeyallsvenskan | 13        |                        | Play out: Besegrade Troja                                                        |
| 2022/2023 | Hockeyallsvenskan | 5         |                        | Slutspel: Utslagna av Mora IK                                                    |
| 2023/2024 | Hockeyallsvenskan | 2         |                        | Slutspel: Utslagna av BIK Karlskoga                                              |
| 2024/2025 | Hockeyallsvenskan | 3         |                        | Slutspel: Besegrar Kalmar HC                                                     |

## Kända spelare i Södertälje SK
Kända spelare som spelar/spelat i klubben:
- Magnus "Linkan" Lindquist
- Jörgen Bemström
- Peter Popovic
- Petri Pakaslahti
- Stefan Bemström
- Carl Hagelin
- Anže Kopitar
- Matt Read
- Jonathan Ericsson
- Nicklas Grossmann
- David Pastrňák
- Tom Wandell

### Tröjor i taket
Pensionerade nummer:
- Nr 1 - Kjell Svensson
- Nr 2 - Anders Eldebrink
- Nr 11 - Glenn Johansson †
- Nr 7 - Stig-Göran "Stisse" Johansson †

### Spelarprofiler
Kända profiler genom åren:
| - Carl "Calle Aber" Abrahamsson † - Sven Thunman † - Thomas Bjuhr - Milton Black - Göte "Vicke Hallon" Blomqvist † - Leif "R" Carlsson - Stig "Stickan" Carlsson † - Jan-Erik Dantoft - Thom Eklund - Jan "Lill-Janne" Eriksson | - Mats Hallin - Otto Hascak - Conny Jansson - Folke "Masen" Jansson † - Arne "Brand-Johan" Johansson † - Mats Kihlström - Dan Landegren - Curt Larsson - Magnus Lindquist - Björn "Böna" Johansson | - Erik "Epa" Johansson † - Peter Loob - Eilert ”Garvis” Määttä † - Sören Määttä - Morgan Samuelsson † - Jiří Šlégr - Kjell Svensson - Sverker Torstensson - Kjell Arne Vikström - Mats Waltin | - Hardy Åström - Anders Eldebrink - Robert Carlsson - Linus Videll - Petri Pakaslahti - Dick Yderström - Robban" Carlsson |